# Берегели (Староконстантиновский район)
Берегели (укр. Берегелі) — село в Староконстантиновском районе Хмельницкой области Украины.
Население по переписи 2001 года составляло 115 человек. Почтовый индекс — 31170. Телефонный код — 3854. Занимает площадь 0,695 км². Код КОАТУУ — 6824286202.

## Местный совет
31170, Хмельницкая обл., Староконстантиновский р-н, с. Немиринцы